# Бонвиль (Верхняя Савойя)
Бонвиль (фр. Bonneville) — коммуна во Франции, департамент Верхняя Савойя, регион Рона — Альпы. Является супрефектурой округа Бонвиль и административным центром кантона Бонвиль. Код INSEE коммуны — 74042. Мэр коммуны — Мартиаль Садьер, мандат действует на протяжении 2014—2020 годов.

## Географическое положение
Бонвиль является одной из четырёх супрефектур департамента Верхняя Савойя. Средняя высота над уровнем моря коммуны — 450 метров. Она расположена на месте слияния рек Арв и Борн у подножия Ле-Моль. Пик Андрэ находится на территории коммуны и достигает 1877 метров. Ближайшие коммуны — Сен-Жан-де-Толом, Сен-Пьер-ан-Фосини, Бризон, Сен-Лорен. Так как Бонвиль находится во французских Альпах, в коммуне преобладает горный климат.
Бонвиль находится на дороге A40 примерно на половине пути между Женевой и Шамони.

## История

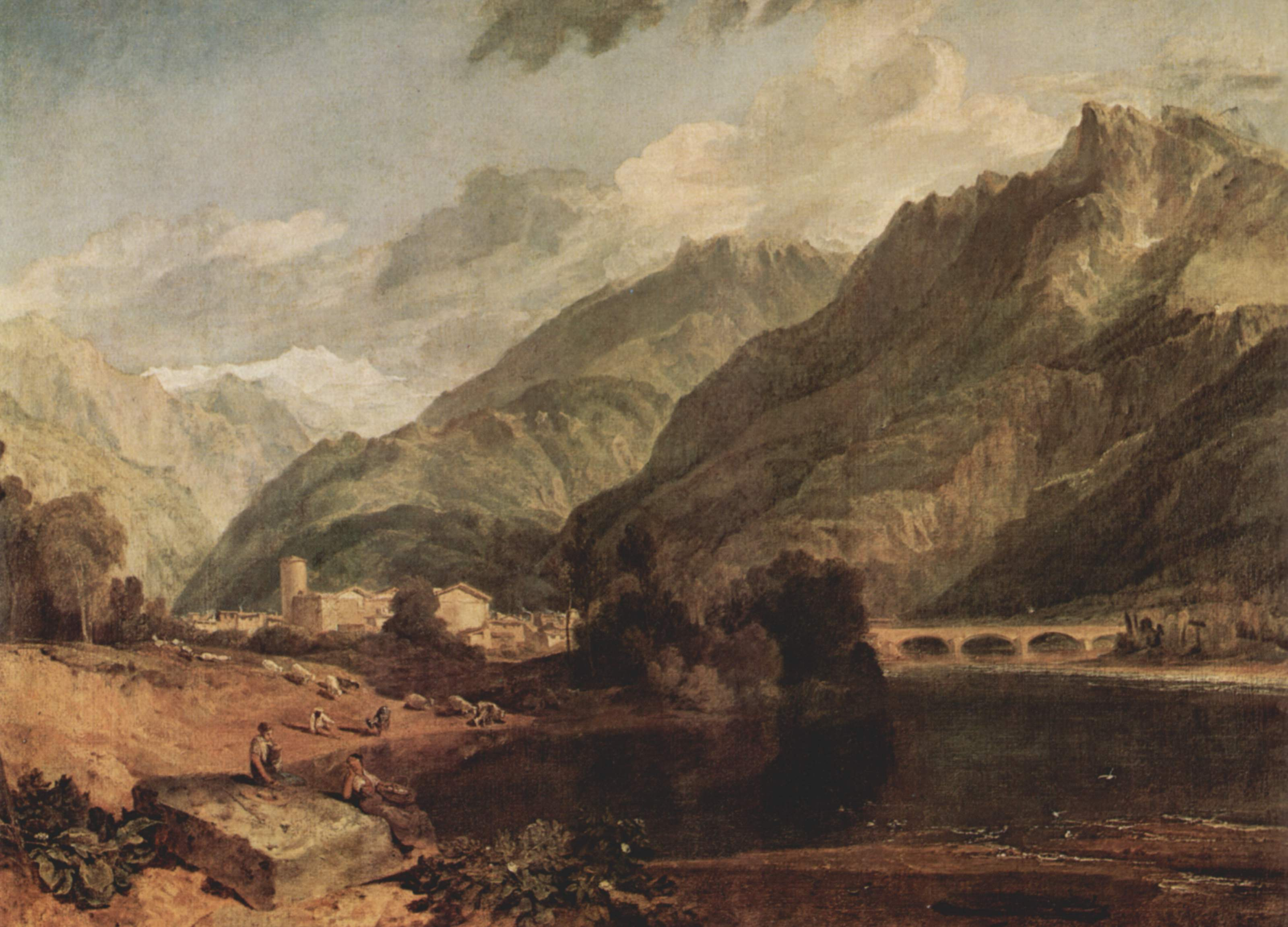
Бонвиль на картине Тёрнера, 1803 год

В первой половине XIII века граф Савойский Пьер II решил построить крепость на месте современной коммуны и назвать её Bona Villa (замок впервые упоминается в 1382 году). Его дочь Беатриса де Фосиньи (1237—1310) делает из крепости свою резиденцию. Постепенно крепость с посёлком становится центром провинции Фосини и в 1310 году окончательно заменяет Клюзе. Это становится причиной конфликтов, в частности нападения со стороны Клюзе в 1355. Коммуна пострадала во время пожаров 1442, 1618 и 1737 годов. Две башни замка были восстановлены, а сам замок превращён в тюрьму в XVIII веке. Во время Французской революции коммуна называлась Мон-Моль.
6 августа 1961 года с коммуной слилось поселение Понши, а 16 декабря 1964 года в её состав вошла коммуна Ла-Кот-д’Иот.

## Население
В коммуне в 2012 году проживало 12 479 человек, из них 22,2 % младше 14 лет, 20,1 % — от 15 до 29 лет, 23,8 % — от 30 до 44, 17,7 % — от 45 до 59 лет, 16,2 % старше 60. На 2012 год в коммуне числилось 5016 облагаемых налогом домохозяйств, в которых проживало 12 114 человека, из них 31,1 % хозяйств состояли из одного человека (14,9 % мужчины, 16,2 % женщины) и 66,9 % семейных хозяйств (33,5 % с детьми).
Динамика населения согласно INSEE:
| 1793 | 1800 | 1821 | 1836 | 1846 | 1856 | 1861 | 1872 | 1881 | 1891 | 1901 | 1911 | 1921 |
| ---- | ---- | ---- | ---- | ---- | ---- | ---- | ---- | ---- | ---- | ---- | ---- | ---- |
| 812  | 1038 | 1302 | 1118 | 1620 | 2168 | 2127 | 2052 | 2185 | 2271 | 2213 | 2114 | 2084 |

| 1926 | 1931 | 1936 | 1946 | 1954 | 1962 | 1968 | 1975 | 1982 | 1990 | 1999  | 2006  | 2012  |
| ---- | ---- | ---- | ---- | ---- | ---- | ---- | ---- | ---- | ---- | ----- | ----- | ----- |
| 2040 | 2158 | 2368 | 2452 | 2913 | 4164 | 5543 | 7702 | 8814 | 9998 | 10463 | 10691 | 12479 |

| Население коммуны в XIX—XXI веках |
| --------------------------------- |
|                                   |

## Экономика
Средний декларируемый годовой доход в коммуне: 20 612,2 евро. Уровень безработицы — 13,1 %. Распределение населения по сферам занятости: 0,3 % — сельскохозяйственные работники, 3,1 % — ремесленники, торговцы, руководители предприятий, 6,4 % — работники интеллектуальной сферы, 14,4 % — работники социальной сферы, 17,0 % — государственные служащие, 23,8 % — рабочие, 19,1 % — пенсионеры и 15,9 % — лица без определённой профессиональной деятельности. В 2012 году из 8232 человек трудоспособного возраста (от 15 до 64 лет) 6302 были экономически активными, 1930 — неактивными (показатель активности 76,6 %, в 2007 году — 73,6 %). Из 6302 активных трудоспособных жителей работали 5547 человек (3098 мужчины и 2449 женщины), 755 числились безработными (365 мужчин и 390 женщин). Среди 1930 трудоспособных неактивных граждан 535 были учениками либо студентами, 469 — пенсионерами, а ещё 926 — были неактивны в силу других причин. В коммуне проживает 5587 человек старше 15 лет, имеющих работу, причём только 38,3 % из них работает в коммуне, 44,9 % в пределах департамента, а 15,2 % населения работает за пределами Франции.

## Достопримечательности
- Замок Бонвиля XIII века[4].
- Замок Сорман (фр. Château de Cormand) XIV века.
- Фонтан — один из исторических памятников Франции[11]

## Города-побратимы
- Штауфен-им-Брайсгау
- Раккониджи
- Тера[2]